# Józef Kwasiborski
Józef Kwasiborski ps. Niemira, Rafał, Podmiejski (ur. 12 października?/24 października 1898 w Mińsku, zm. 17 października 1980 w Pruszkowie) – polski dziennikarz i działacz chrześcijańsko-demokratyczny, samorządowiec II RP, poseł do Krajowej Rady Narodowej (1945–1946), członek redakcji „Tygodnika Warszawskiego”.

## Życiorys

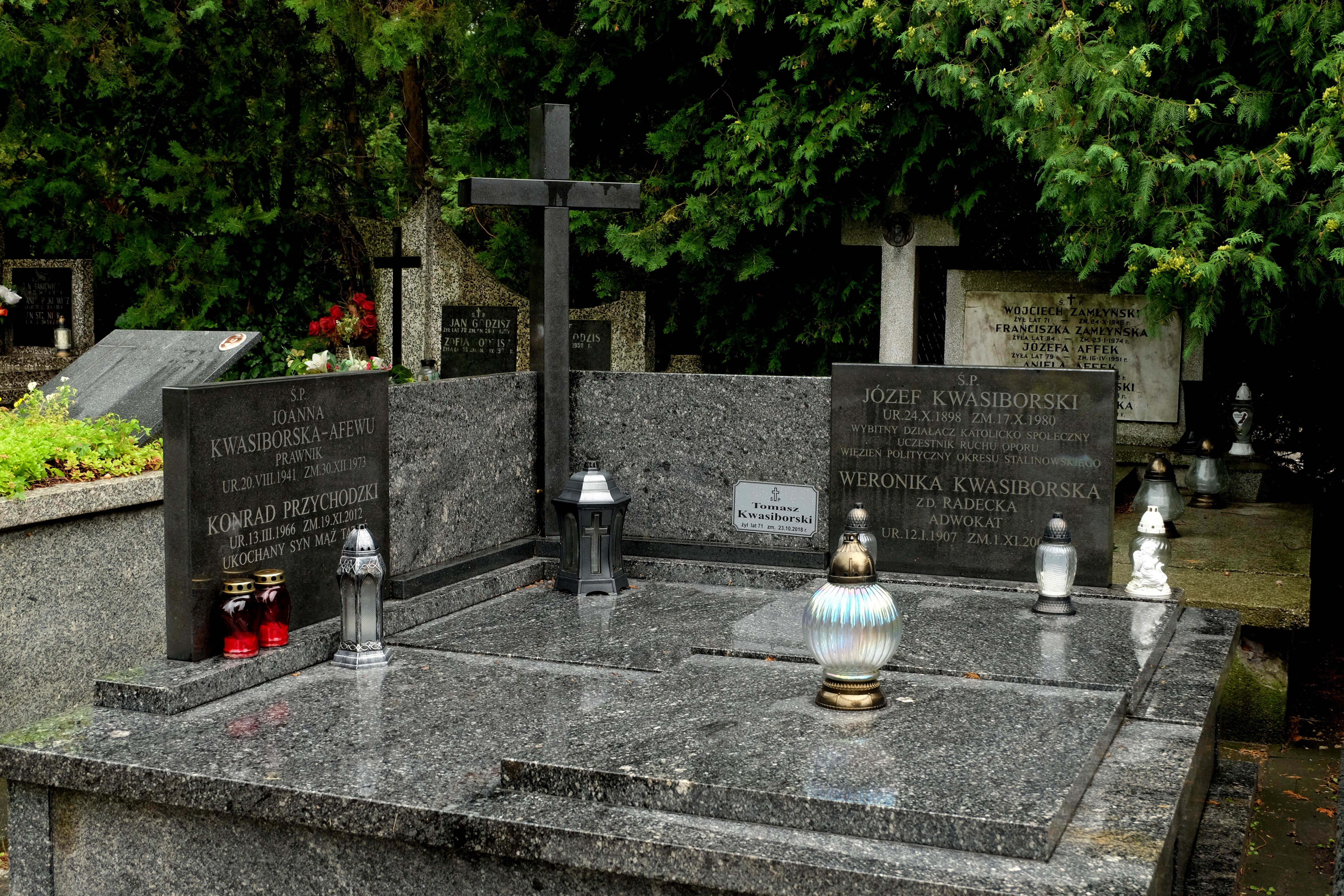
Grób Józefa Kwasiborskiego na cmentarzu parafialnym w Pruszkowie

Urodził się na obecnej Białorusi, jednak w wieku 4 lat zamieszkał w Pruszkowie, gdzie ojciec uzyskał zatrudnienie w lokalnych warsztatach kolejowych. W 1918 uzyskał maturę w Gimnazjum im. Mikołaja Reja w Warszawie. Podczas I wojny światowej działał w POW. W 1918 wstąpił na Wydział Lekarski UW, którego nie ukończył ze względu na zaciągnięcie się do wojska podczas wojny polsko-bolszewickiej. Po zakończeniu działań wojennych poświęcił się dziennikarstwu: wydawał m.in. „Głos Pruszkowa”, „Echo Pruszkowa” i po raz kolejny „Głos Pruszkowa” (1928, 1934–1939). W 1921 przez krótki okres pracował w sanatorium dla psychicznie chorych na Wrzesinie. W tym samym roku został wybrany radnym miejskim, mandat uzyskiwał w kolejnych wyborach do 1938. W 1923 wstąpił do Polskiego Stronnictwa Chrześcijańskiej-Demokracji. W latach 1926–1930 pełnił obowiązki wiceburmistrza Pruszkowa. Był również przewodniczącym sejmiku powiatowego. Stał na czele Społecznego Komitetu Przeciwalkoholowego. Miasto zasłynęło wówczas z wprowadzenia prohibicji na wzór amerykański. W 1929 z jego inicjatywy powołano w Pruszkowie Szkołę Dokształcania Zawodowego.
Od 1937 zasiadał w Radzie Naczelnej Stronnictwa Pracy. W czasie okupacji niemieckiej był delegatem rządu na województwo warszawskie (1940–1942) oraz przedstawicielem SP w PKP i KRP (1941–1943). W 1944 został członkiem Rady Jedności Narodowej, był jej przewodniczącym (1945). W tym samym roku zasiadł w ławach Krajowej Rady Narodowej z nominacji SP, z której odwołano go we wrześniu 1946 wraz z Karolem Popielem i Antonim Antczakiem. Od 1945 do 1946 pełnił obowiązki wiceprezesa Zarządu Głównego SP. Zasiadał w redakcji „Tygodnika Warszawskiego”.
W sierpniu 1947 aresztowany i sądzony w sfingowanym procesie członków „Unii”, skazany na dożywocie, wyrok odbywał m.in. we Wronkach i Rawiczu. Na wolność wyszedł w 1956. Zmarł w Szpitalu Kolejowym w Pruszkowie, gdzie pracowała jego córka Krystyna. Został pochowany na lokalnym cmentarzu.
Od 1938 żonaty z Weroniką Kwasiborską, prawnikiem i adwokatem, wychowywali razem trójkę dzieci.
Odznaczony m.in. Krzyżem Niepodległości, Złotym Krzyżem Zasługi z Mieczami i Orderem Pro Ecclesia et Pontifice.